# Bob Dylan and the Grateful Dead 1987 Tour
Bob Dylan and the Grateful Dead 1987 Tour es una gira del músico estadounidense Bob Dylan. La gira contó con el grupo Grateful Dead como banda de apoyo de Dylan y constó de seis conciertos durante el verano de 1987 en Estados Unidos. Cada concierto comenzó con un largo set de canciones de Grateful Dead, seguido de un set de alrededor de noventa minutos de Dylan con Grateful Dead como apoyo.
A pesar de incluir pocos conciertos, Columbia Records aprovechó grabaciones de la gira y publicó Dylan & The Dead, un álbum en directo con siete canciones compuestas e interpretadas por Dylan lanzado en febrero de 1989. Por su parte, canciones de dos de los conciertos de Grateful Dead fueron publicados en su álbum View from the Vault, Volume Four.

## Banda
- Bob Dylan: guitarra, armónica y voz
- Jerry Garcia: guitarra
- Bob Weir: guitarra
- Phil Lesh: bajo
- Brent Mydland: teclados
- Bill Kreutzman: batería
- Mickey Hart: batería

## Conciertos
| Fecha               | Ciudad          | País           | Escenario                       |
| ------------------- | --------------- | -------------- | ------------------------------- |
| 4 de julio de 1987  | Foxborough      | Estados Unidos | Sullivan Stadium                |
| 10 de julio de 1987 | Filadelfia      | Estados Unidos | John F. Kennedy Stadium         |
| 12 de julio de 1987 | East Rutherford | Estados Unidos | Giants Stadium                  |
| 19 de julio de 1987 | Eugene          | Estados Unidos | Autzen Stadium                  |
| 24 de julio de 1987 | Oakland         | Estados Unidos | Oakland–Alameda County Coliseum |
| 26 de julio de 1987 | Anaheim         | Estados Unidos | Anaheim Stadium                 |